# Jüdisches Zentrum München

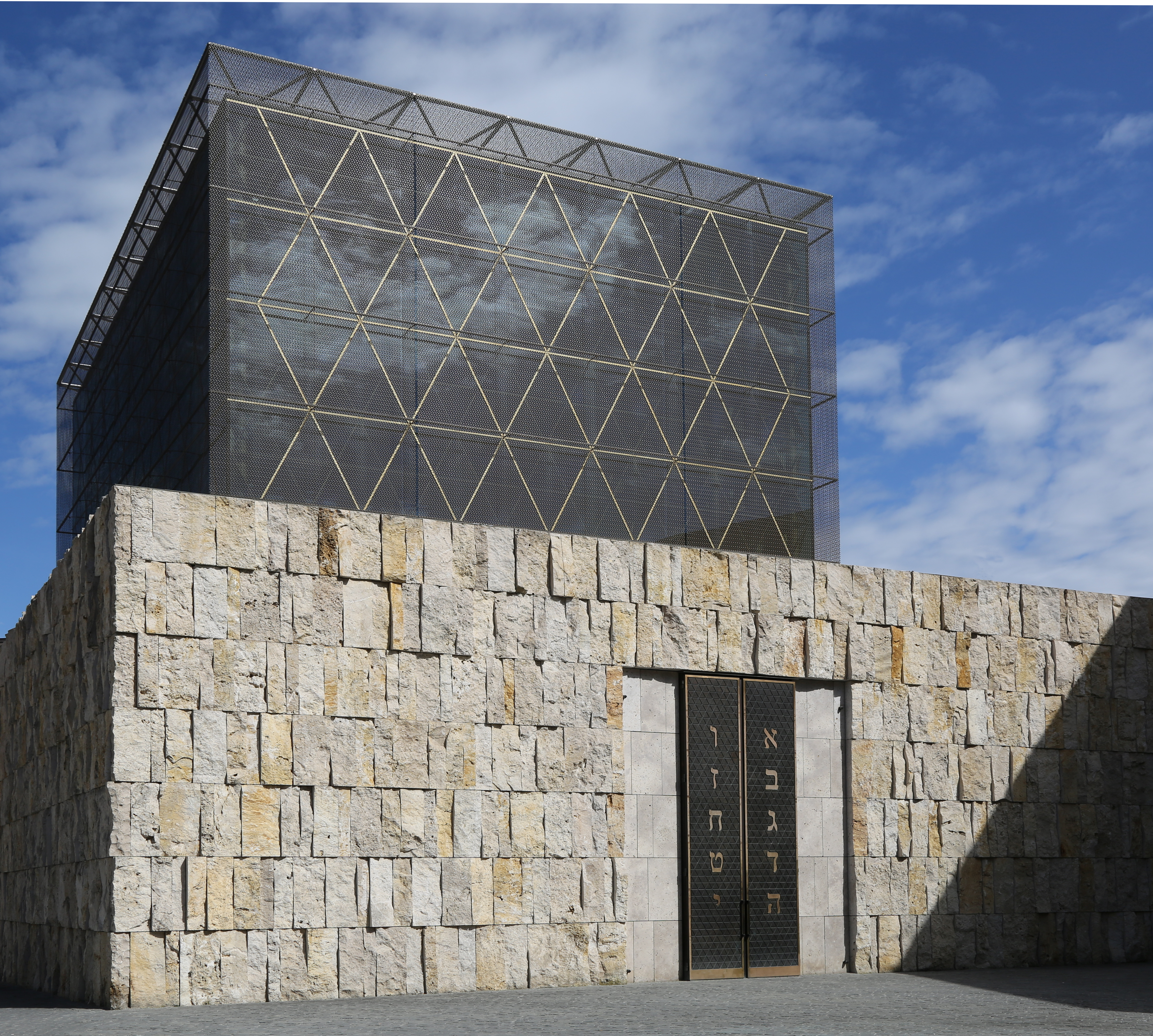
Die Hauptsynagoge Ohel Jakob am St.-Jakobs-Platz in München

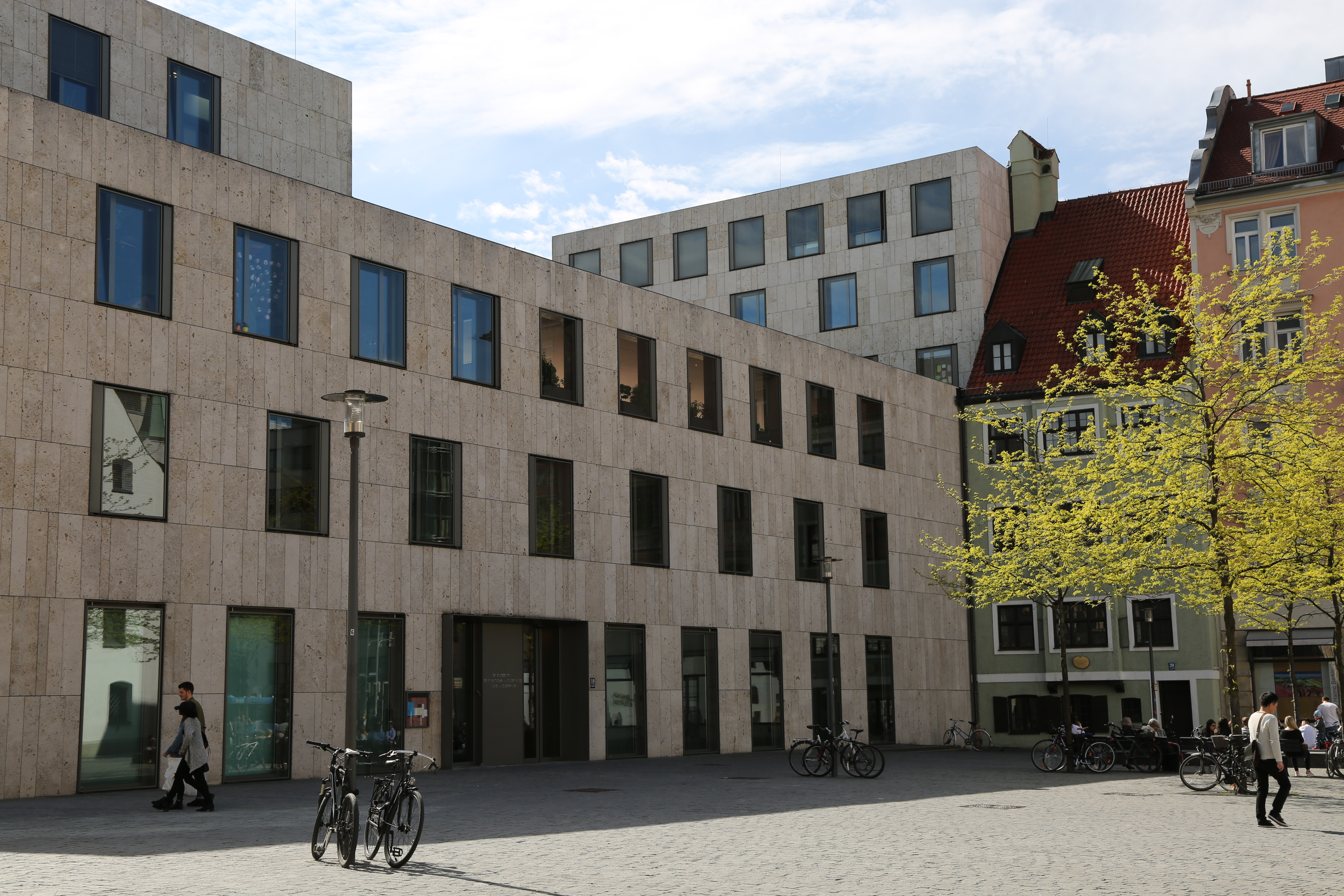
Das Gemeindezentrum

Das Jüdische Zentrum München ist das Gemeindezentrum der Israelitischen Kultusgemeinde München und Oberbayern in der Altstadt Münchens. Zu ihm zählen die im November 2006 geweihte Hauptsynagoge Ohel Jaʿaḳov (hebräisch אֹהֶל יַעֲקֹב ‚Zelt Jakobs‘), ein Kultur- und Gemeindehaus mit Versammlungsräumen, Grundschule und Gymnasium, Kindergarten, Jugendzentrum und Restaurant sowie das Jüdische Museum, das in Trägerschaft der Landeshauptstadt München im März 2007 eröffnet wurde.
Die Synagoge an der Westenriederstraße München war die erste neu erbaute Synagoge der 1815 gegründeten Israelitischen Kultusgemeinde in München. Von 1887 bis 1938 befand sich die  Hauptsynagoge bis zu ihrer Zerstörung auf persönlichen Befehl Adolf Hitlers an der Herzog-Max-Straße. Die Alte Synagoge Ohel Jakob in der Herzog-Rudolf-Straße (früher Kanalstraße) ereilte das gleiche Schicksal.
Zwischen 1947 und 2007 war das Gemeindezentrum mit der früheren Hauptsynagoge an der Reichenbachstraße und einem kleinen Museum in der Reichenbachstraße 27 untergebracht.

## Bauten

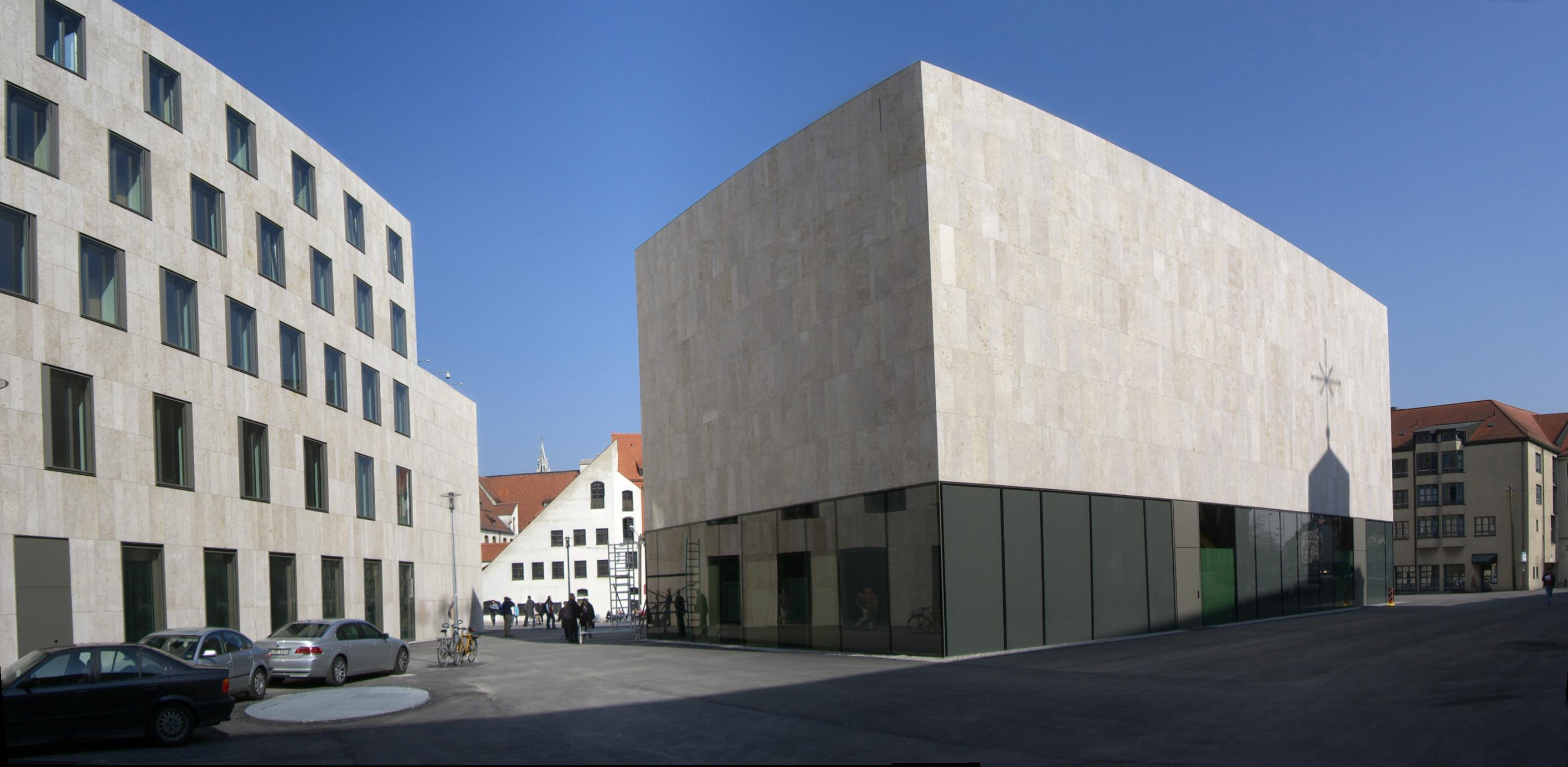
Das Jüdische Museum

Die Bauwerke befinden sich am Sankt-Jakobs-Platz zwischen der Schrannenhalle, dem katholischen Kloster der Armen Schulschwestern mit angegliederter Kirche St. Jakob und dem Oberanger. Nördlich des Haupteinganges befindet sich das Münchner Stadtmuseum.
Mit dem Jüdischen Zentrum verfügt die zweitgrößte jüdische Gemeinde Deutschlands nach der Zerstörung der Hauptsynagoge durch die Nationalsozialisten wieder über ein Domizil in der Münchner Altstadt. Die Planung war dem Saarbrücker Büro Wandel, Hoefer und Lorch anvertraut worden, das einen zweistufigen Architekturwettbewerb für sich entscheiden konnte und zuvor bereits die Neue Synagoge in Dresden entworfen hatte.

### Synagoge
Der Sockel der 28 Meter hohen Ohel-Jakob-Synagoge („Zelt Jakobs“), die 585 Sitzplätze aufweist, erinnert an die Klagemauer, den einzig erhaltenen Teil des Jerusalemer Tempels. Darüber thronen – in einem quaderförmigen Oberlicht – ineinander verschachtelte Davidsterne aus Stahl. Sie sind verglast und mit einem bronzefarbenen Metallnetz verhängt. Das Oberlicht soll tagsüber Licht einlassen und nachts Licht in die Umgebung abgeben. Die einfallenden Sonnenstrahlen werden mehrfach gebrochen und tauchen das Innere der Synagoge, das mit Zedernholz aus dem Libanon und hellem Jerusalem-Stein verkleidet ist, in warmes Licht. Der Glasaufbau deutet ein Zelt an, das die 40-jährige Wanderung der Juden durch die Wüste Sinai symbolisiert. Das sechs Meter hohe Portal wurde in Budapest gefertigt. Darauf stehen (von oben nach unten, von rechts nach links) die ersten zehn Buchstaben des hebräischen Alphabets (hebräisch א ב ג ד ה   ו ז ח ט י), das auf Hebräisch auch zum Zählen benutzt wird; sie erinnern damit an die Zehn Gebote.

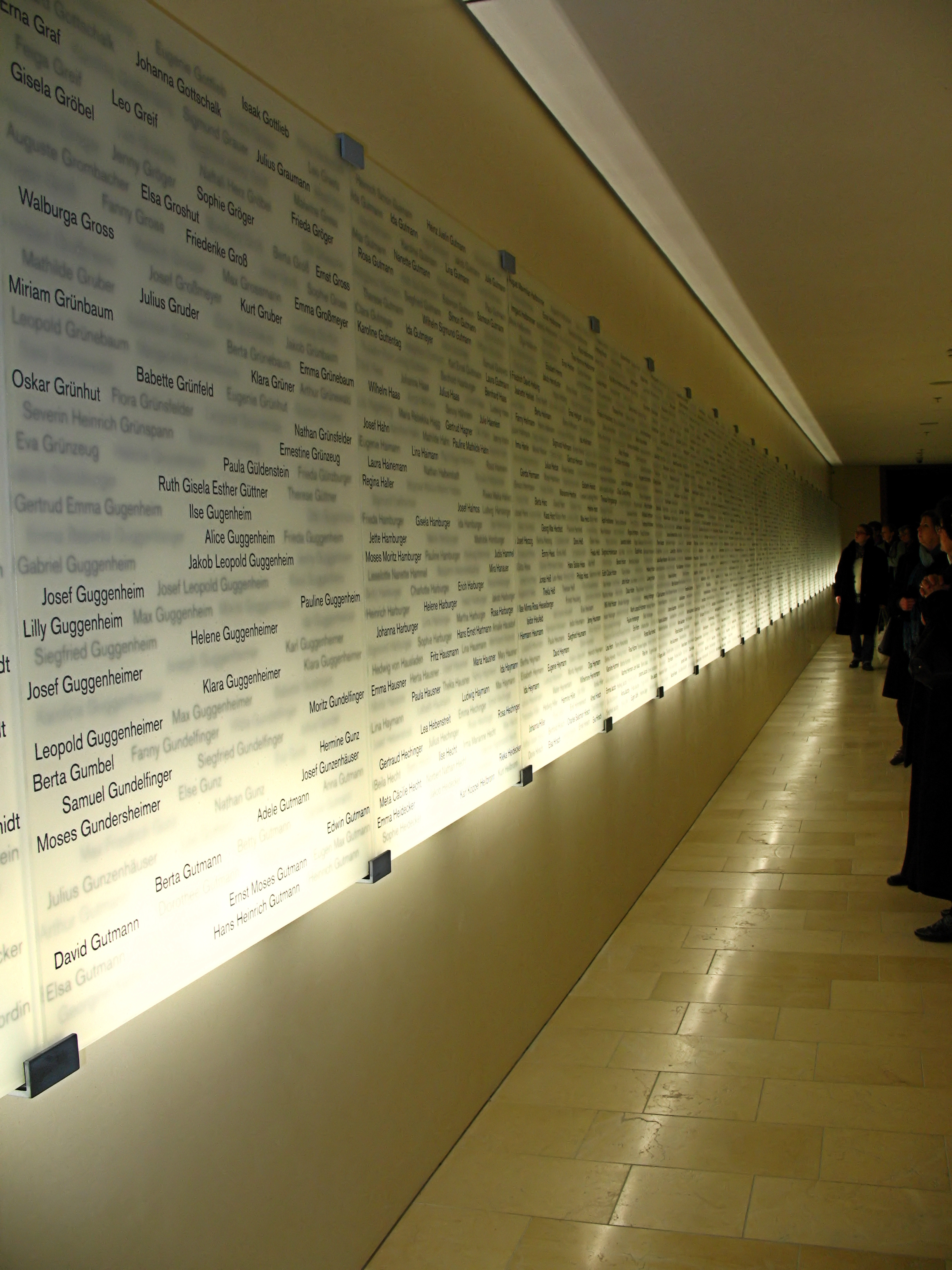
Der Gang der Erinnerung

Die Ohel-Jakob-Synagoge trägt den gleichen Namen wie die in der Pogromnacht 1938 zerstörte orthodoxe Synagoge in der Herzog-Rudolf-Straße. Wie alle Synagogen ist auch sie in West-Ost-Richtung angelegt. An der nach Osten, also nach Jerusalem gelegenen Wand befindet sich, von einer dunkelblauen Parochet verdeckt, der Toraschrein. Vor ihm brennt das Ewige Licht. Das Lesepult (Bima) befindet sich, wie in aschkenasisch-orthodoxen Synagogen üblich, in der Mitte des Raumes. Für die Männer sind die Stuhlreihen in der Mitte der Halle bestimmt, die Frauen nehmen auf den nur leicht erhöhten Seitenemporen Platz.

### Museum und Gemeindehaus
Die beiden übrigen Bauten des Zentrums (Museum, Gemeindehaus) bestehen aus rechtwinkligen, funktionalen Solitären. Als einheitliche Materialoberfläche dienen unterschiedlich strukturierte Travertin-Platten von der Schwäbischen Alb.
Im Kindergarten, der im Gemeindehaus untergebracht ist, werden fünf Gruppen zu je 18 bis 25 Kindern betreut. Die Sinai-Grundschule, die wie der Kindergarten auch nicht-jüdischen Kindern offensteht, ist als Ganztagsschule für 150 Kinder konzipiert. Kurse zur jüdischen Geschichte, Religion und Kultur sowie Sprachkurse bietet die Jüdische Volkshochschule an. Außerdem gibt es im Gemeindezentrum eine Präsenzbibliothek und ein Archiv, das Zeitungen, Zeitschriften und Dokumente zum jüdischen Leben früher und heute sammelt. Im Restaurant Einstein im Erdgeschoss des Gemeindezentrums wird koscheres Essen zubereitet. Eine Sporthalle im Keller des Zentrums nutzt unter anderem der TSV Maccabi München. Unterricht in israelischem Volkstanz wird von Matti Goldschmidt erteilt. Ein 880 Quadratmeter großer Veranstaltungsraum im Gemeindezentrum, der größte in der Münchner Innenstadt, ist nach dem Verleger Hubert Burda benannt, der den Bau des Jüdischen Zentrums förderte.
In einem 32 Meter langen, unterirdischen Gang der Erinnerung zwischen dem Gemeindezentrum und der Synagoge sind rund 4500 Namen von Münchner Juden verewigt, die während der Zeit des Nationalsozialismus ermordet wurden.
Im Oktober 2008 wurde das Jüdische Zentrum München mit dem Deutschen Städtebaupreis ausgezeichnet.

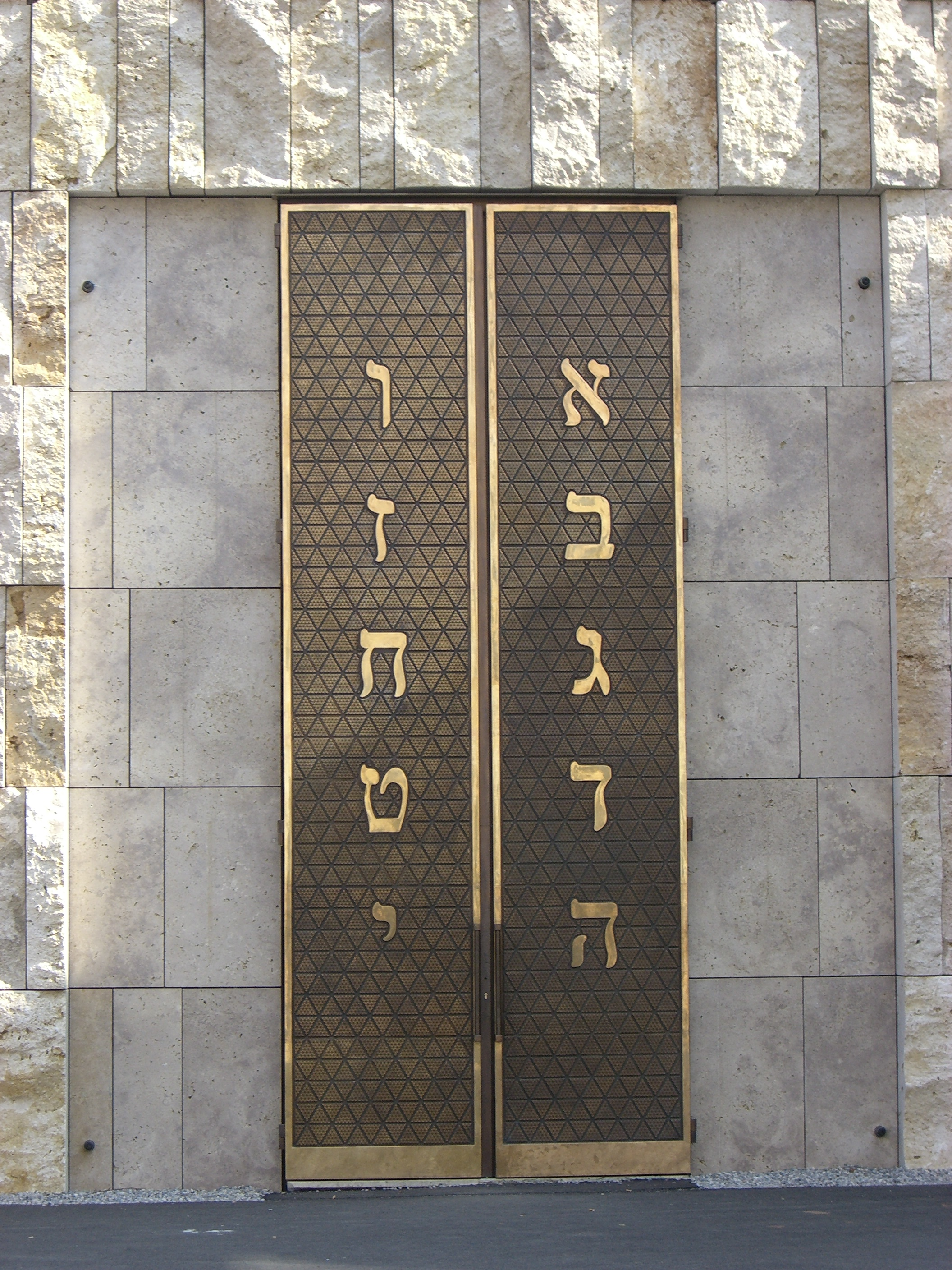
Portal der Synagoge
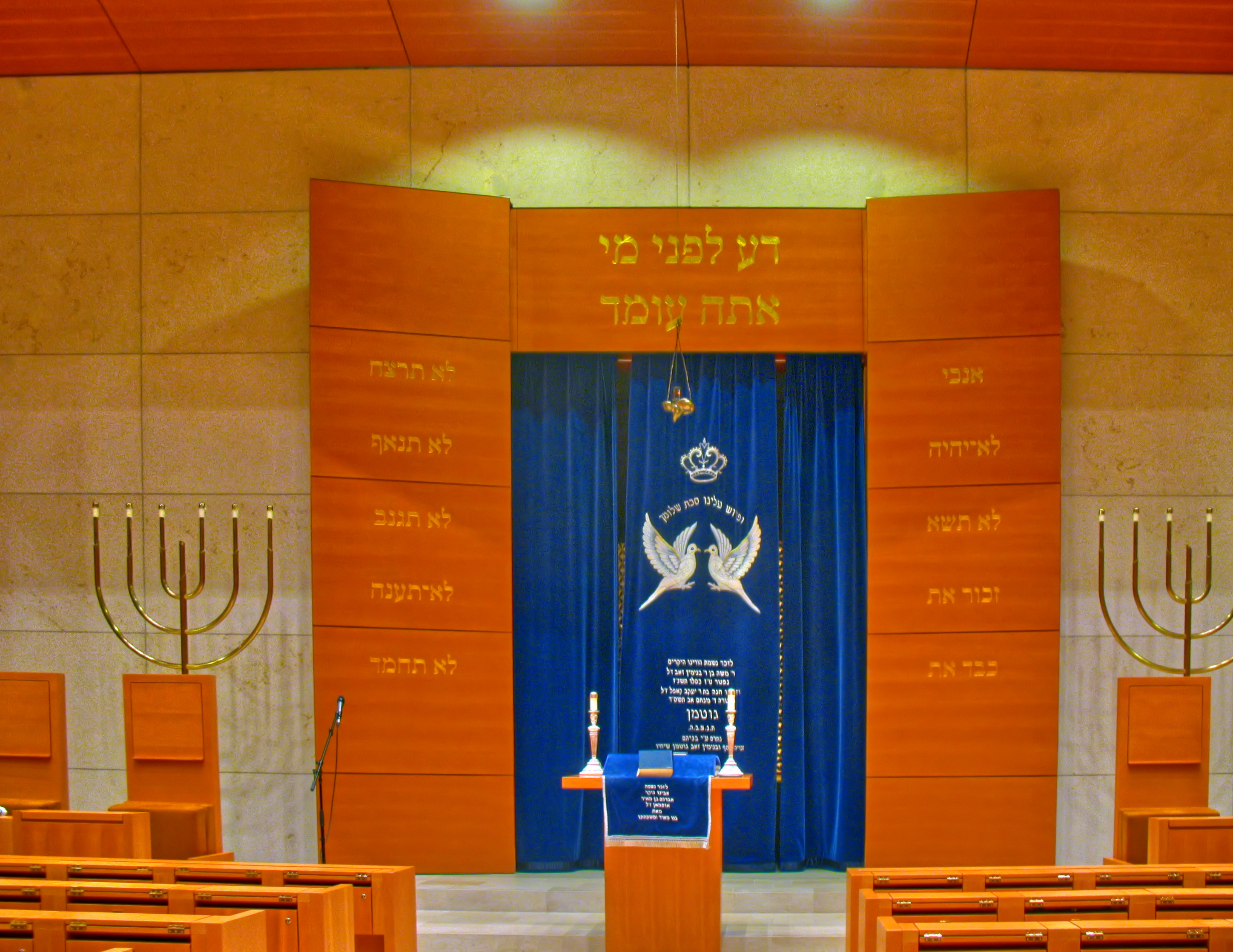
Toraschrein
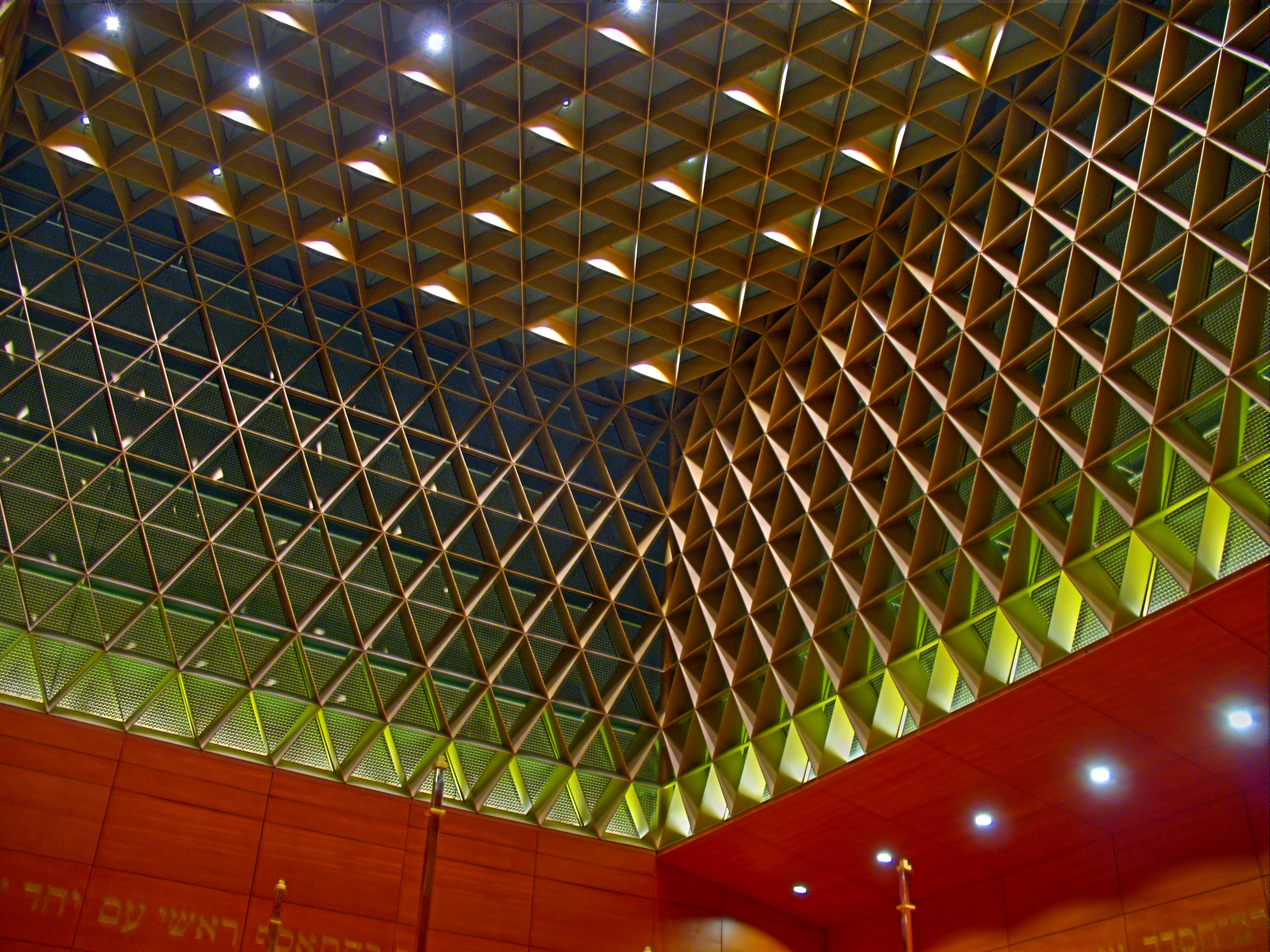
Davidsternmotiv im Glasaufbau

## Grundsteinlegung und Einweihung

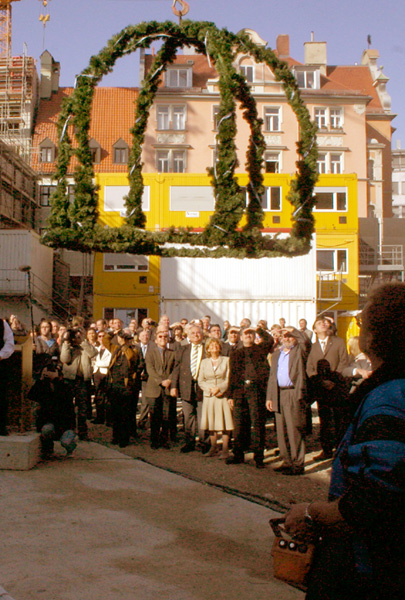
Richtfest am 28. Oktober 2005

Die Grundsteinlegung fand in Anwesenheit des Bundespräsidenten Johannes Rau am 9. November 2003 statt. Für diesen Tag hatte die neonazistische Vereinigung „Kameradschaft Süd“ einen Bombenanschlag auf das Gelände geplant, den die Polizei vereitelte. Nach Angaben des damaligen bayerischen Innenministers Günther Beckstein stellten die Ermittler 14 Kilogramm Sprengstoff sowie Attentatspläne sicher. In zwei Prozessen wurden insgesamt acht Frauen und Männer zu langjährigen Haftstrafen verurteilt.
Wie ursprünglich vorgesehen konnte am 28. Oktober 2005 das Richtfest für die Synagoge gefeiert werden. Der Baubeginn hatte sich mehrfach verzögert, da unvermutet mittelalterliche Fundamente gefunden wurden und daher eine Notgrabung erforderlich war. Am 9. November 2006 − genau 68 Jahre nach der Reichspogromnacht von 1938 − wurde die Synagoge eingeweiht. An dem Festakt nahmen hochrangige Gäste aus dem In- und Ausland teil, so Bundespräsident Horst Köhler, der bayerische Ministerpräsident Edmund Stoiber und das gesamte bayerische Kabinett, Israels Botschafter Shimon Stein, der Oberrabbiner aus Tel Aviv, Israel Meir Lau, sowie zahlreiche Vertreter von Parteien und Glaubensgemeinschaften. Geleitet wurde die Eröffnungszeremonie von Charlotte Knobloch, der in München aufgewachsenen Präsidentin des Zentralrates der Juden in Deutschland. Viele Münchner hatten am Vormittag den Umzug der neun feierlich geschmückten Tora-Rollen von der alten in die neue Synagoge begleitet; im Gotteshaus spielte der Klarinettist Giora Feidman Shalom Chaverim (deutsch „Friede, Freunde!“). Mehr als 1500 Polizeibeamte waren aufgeboten worden, um das Areal rund um den Sankt-Jakobs-Platz abzusichern.
Drei Tage nach der offiziellen Eröffnung hatte die Münchner Bevölkerung an einem „Tag der Begegnung“ Gelegenheit, die Synagoge und das Gemeindezentrum zu besichtigen. Das unerwartet große Interesse der Bevölkerung führte dazu, dass sich nach wenigen Stunden eine mehrere hundert Meter lange Schlange vor der Synagoge bildete. Die Polizei musste den weiteren Zugang zum Platz aus Sicherheitsgründen reglementieren. Insgesamt sahen sich 15.000 Menschen die neuen Einrichtungen an.

## Zehnter Jahrestag der Einweihung
Am 9. November 2016 wurde der zehnte Jahrestag der Einweihung der Ohel-Jakob-Synagoge in einem Festakt begangen. Während des Festakts wurde die Bundeskanzlerin Angela Merkel mit der Ohel-Jakob-Medaille in Gold – der höchsten Auszeichnung der israelitischen Kultusgemeinde München und Oberbayern – ausgezeichnet. Anwesend waren neben viel Politprominenz die bisherigen Preisträger, wie Christian Ude, Günther Beckstein, Hubert Burda, Harald Strötgen, Hans-Jochen Vogel und Horst Seehofer.

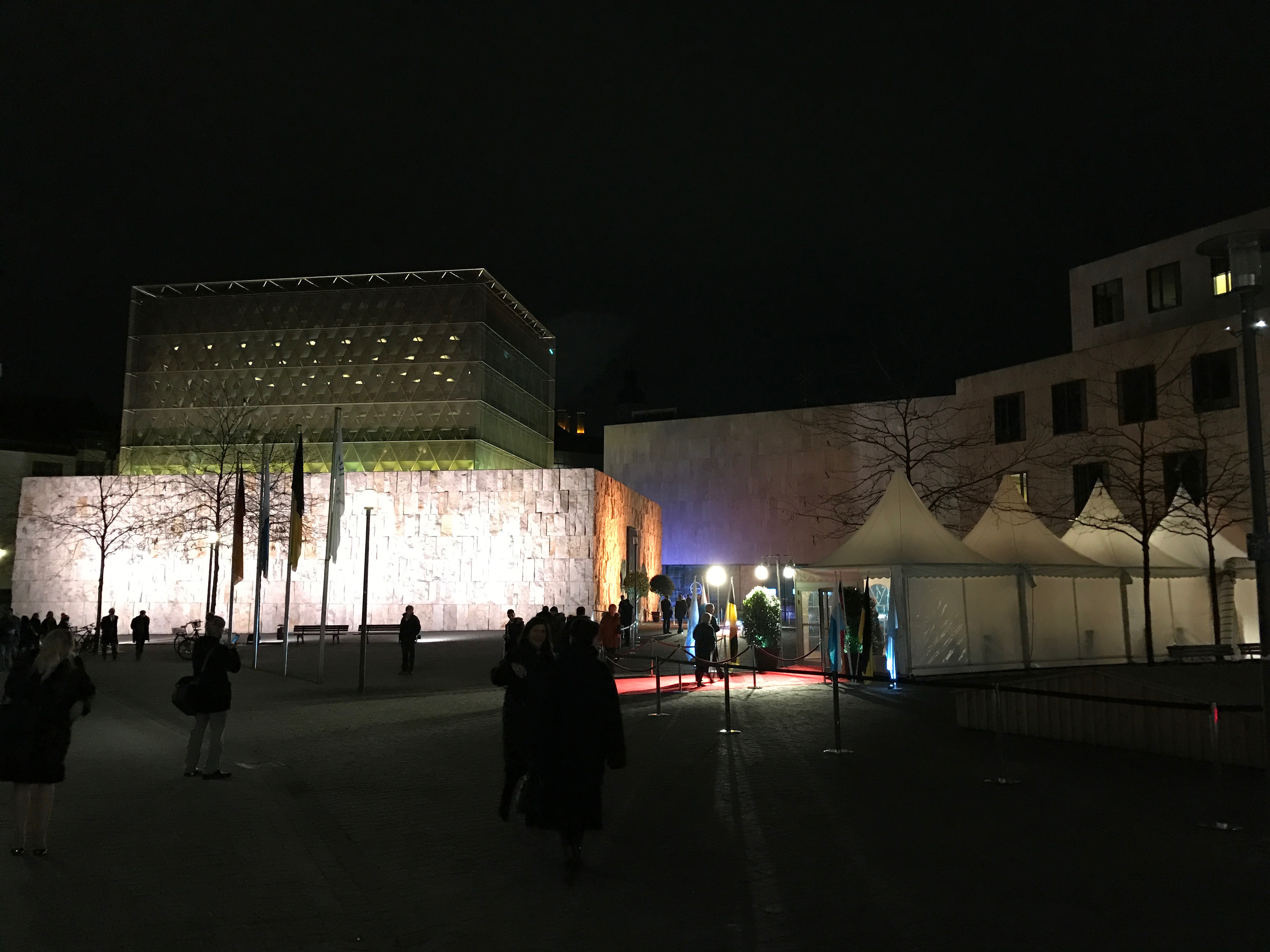
St.-Jakobs-Platz München, Eingang zum Empfang am zehnten Jahrestag der Synagoge
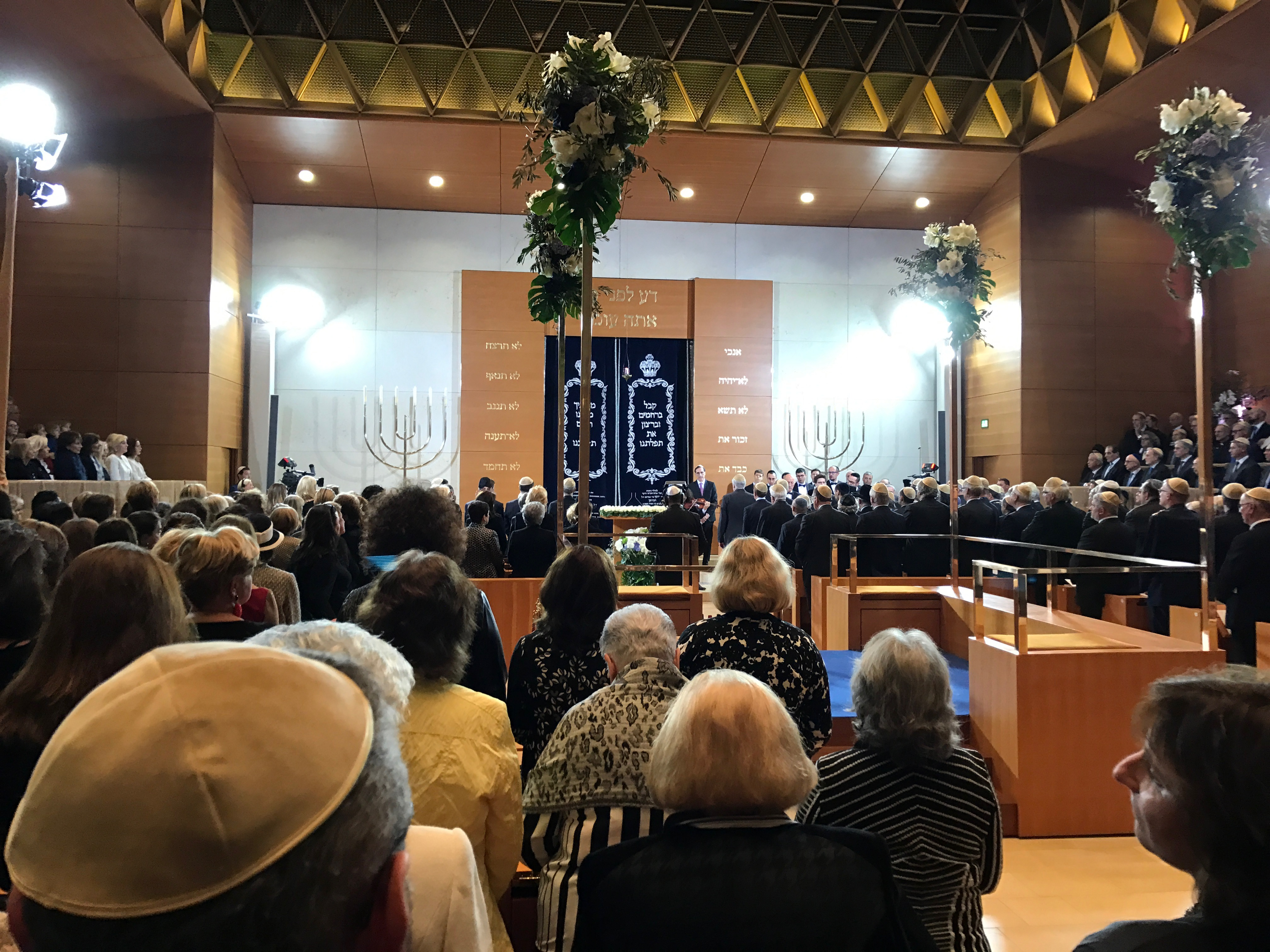
Festakt zum zehnten Jahrestag der Synagoge
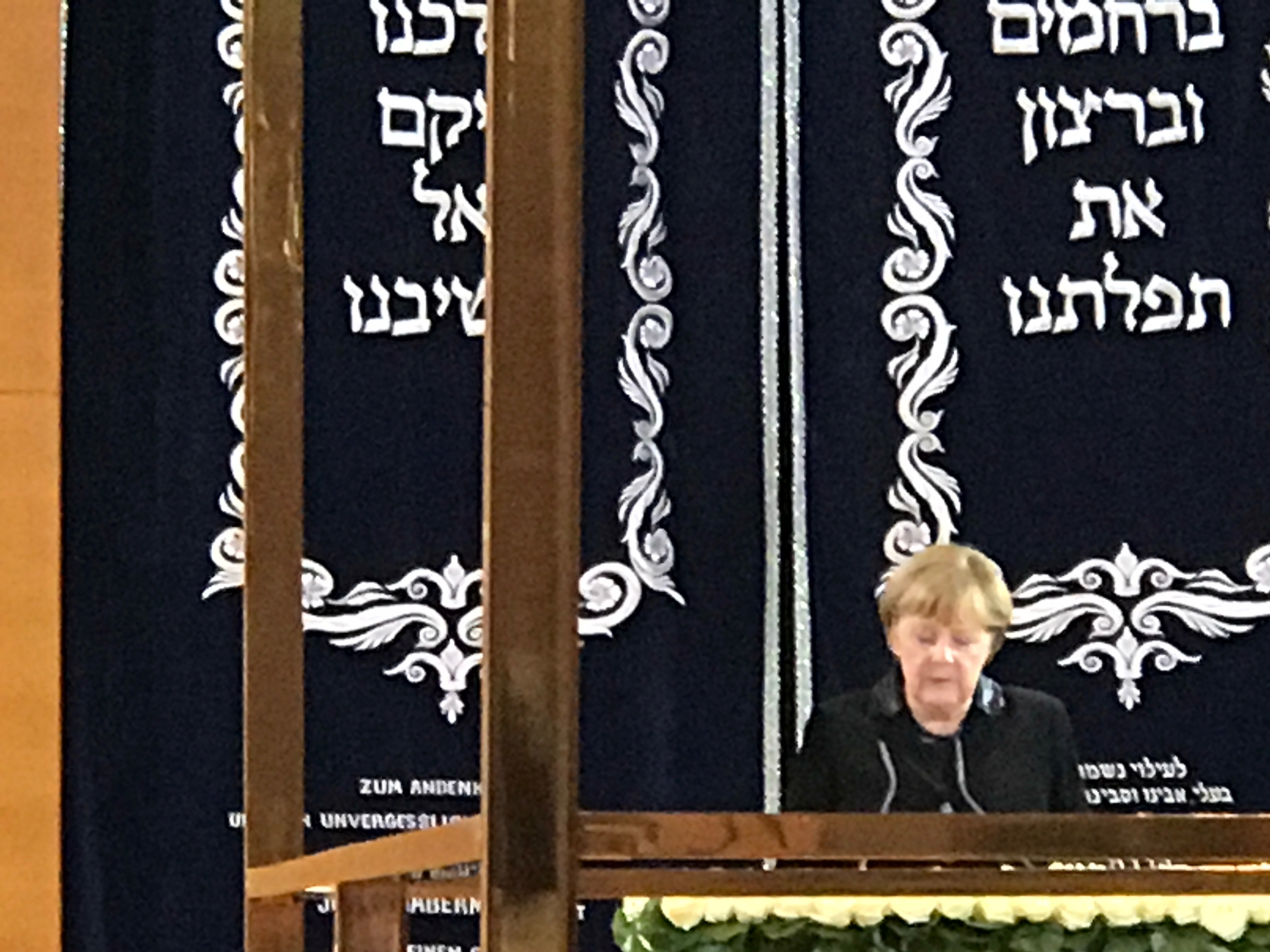
Festrede von Angela Merkel beim Festakt der Ohel-Jakob-Synagoge

## Finanzierung

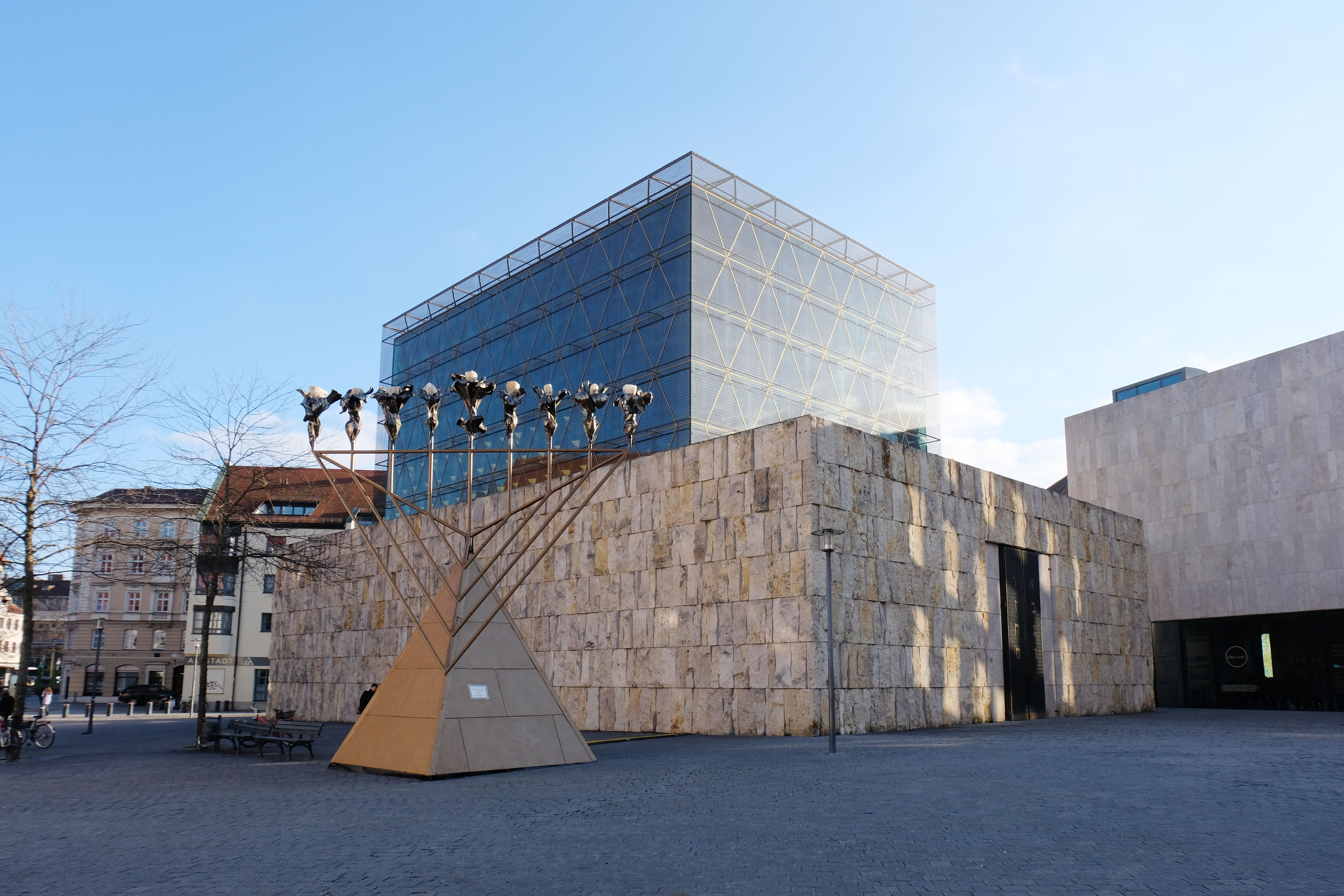
Die von Gershom von Schwarze gestaltete Chanukkia vor der Synagoge, Dezember 2019

Das neue Jüdische Zentrum kostete nach Informationen der Wochenzeitung Die Zeit insgesamt 57 Millionen Euro. Finanziert wurde das Projekt von der Landeshauptstadt München, vom Freistaat Bayern, von der Israelitischen Kultusgemeinde und durch Spenden. Der Beitrag der Landeshauptstadt und der Staatsregierung beläuft sich auf etwa 30 Millionen Euro. Weitere 20,5 Millionen Euro wurden aus dem Verkauf des Grundstückes an der Herzog-Max-Straße erzielt, auf dem die alte Hauptsynagoge der damals reformierten Gemeinde stand. Käufer war die Karstadt Warenhaus GmbH, die damit ihr benachbartes Oberpollinger-Kaufhaus erweitern konnte. Das 5500 Quadratmeter große Areal am Sankt-Jakobs-Platz stellte nach einem Vorschlag des Oberbürgermeisters Christian Ude die Stadt München kostenlos zur Verfügung. Eine Inschrift im Innern der Synagoge erinnert daran, dass auch die Erzdiözese München und Freising unter Erzbischof Kardinal Friedrich Wetter und die Evangelisch-Lutherische Landeskirche in Bayern einen Geldbetrag zur Errichtung des Zentrums spendeten.

## Sonstiges

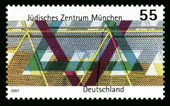
55-Cent-Sondermarke von Deutschland, 2007

Am 13. März 2007 wurde eine Sondermarke der Deutschen Post vorgestellt, das dem Jüdischen Zentrum gewidmet ist; Erstausgabetag der Briefmarke war der 1. März 2007. Sie wurde von Barbara Dimanski aus Halle gestaltet. Die Auflage der 55-Cent-Marke lag bei 6,5 Millionen Exemplaren.
Die Synagoge und das Jüdische Zentrum bildeten den Schauplatz für den Tatort-Folge Ein ganz normaler Fall, deren Erstausstrahlung am 27. November 2011 stattfand.